# Sebastián López de Llergo
Sebastián López de Llergo y Calderón (1790 - 1855), fue un militar y político novohispano y mexicano, después de la guerra de independencia. Nacido en San Francisco de Campeche y fallecido en Mérida, Yucatán. Perteneció al ejército español y peleó en contra de los insurgentes que luchaban por la independencia de México en la región de Lerma, Estado de México. Fue Gobernador provisional de Yucatán por unos meses en 1835, cargo que asumió después de entrar a la ciudad de Mérida por las armas encabezando tropas centralistas que entonces derrotaron a los federalistas yucatecos y como resultado de la licencia que solicitó el gobernador constitucional, Pedro Sainz de Baranda y Borreiro.

## Datos biográficos
Ingresó como cadete al ejército novohispano. A los 21 años logró un puesto en el Batallón Fijo de México. Desde ahí sirvió a los generales Agustín de Iturbide y Félix María Calleja del Rey. Participó en diversos combates en contra de las tropas insurgentes durante la guerra de independencia de México. Combatió en el sitio de Cuautla y en 1819 se retiró a San Francisco de Campeche, su lugar de nacimiento.
Una década después, ya en el México independiente, se afilió al grupo centralista que disputaba el poder a los federalistas. Fue enviado a Tabasco para combatirlos en 1829. Cuando Antonio López de Santa Anna se rebeló en Veracruz enarbolando la causa federalista, López de Llergo cambió de bando y se unió a las tropas de Santa Anna. Pero nuevamente se afilió al centralismo cuando Santa Anna hace lo propio y se pone al servicio de Francisco de Paula y Toro, cuñado y protegido de aquel. En 1835 se rebeló en Hecelchakán donde derrota a los federalistas yucatecos y entró a Mérida. En ese momento asume provisionalmente el mando político del estado por licencia que solicita el gobernador constitucional, Pedro Sainz de Baranda y Borreiro.
En 1840, Santiago Imán, también militar de carrera, se rebeló en Yucatán contra el centralismo y paradójicamente López de Llergo se unió a ese movimiento. Encabezó las tropas de la guarnición de Campeche y se dirigió a Mérida, haciendo que todas las plazas importantes a lo largo del camino real entre las dos ciudades se unieran al movimiento federalista. Al triunfo de este movimiento, el Congreso de Yucatán decidió la separación del estado de la república de México estableciéndose otra república de facto, hasta en tanto no se pusieran en vigor en aquella nación los principios federalistas.
López de Llergo fue comisionado para regresar a Campeche y, junto con el general Imán, combatir y eliminar al último reducto del centralismo que quedaba en Yucatán, lo cual lograron los dos militares. En ese punto Antonio López de Santa Anna, presidente de México entonces intentó pactar con los federalistas yucatecos enviando a Andrés Quintana Roo para negociar con ellos; al fracasar el intento de entendimiento, Santa Anna envíò tropas a Yucatán al mando del general Manuel de la Peña y Barragán que ingresó a la península por el puerto de Telchac. López de Llergo, que había sido puesto al frente de las milicias federalistas yucatecas, interceptó el avance de los centralistas de Santa Anna que se acercaban a Mérida y los derrotó definitivamente en Tixpéhual, el 24 de abril de 1843.
En 1848, ya reincorporado Yucatán a la república mexicana, López de Llergo volvió a participar en acciones bélicas, esta vez para combatir a los rebeldes mayas durante la denominada guerra de castas. Murió en 1855, a los 65 años de edad en la ciudad de Mérida, capital de Yucatán.